# Lütjenburg
Lütjenburg (en bas allemand Lüttenborg ) est une ville allemande de l'arrondissement de Plön dans le land de Schleswig-Holstein. Elle est le siège administratif de l'Amt Lütjenburg.

## Géographie
Lütjenburg se trouve à environ 38 km de Kiel, sur la B 202 (Bundesstraße 202) et sur la petite rivière Kossau . Une ville voisine est Ostseebad Hohwacht.

## Histoire

### Moyen-Âge

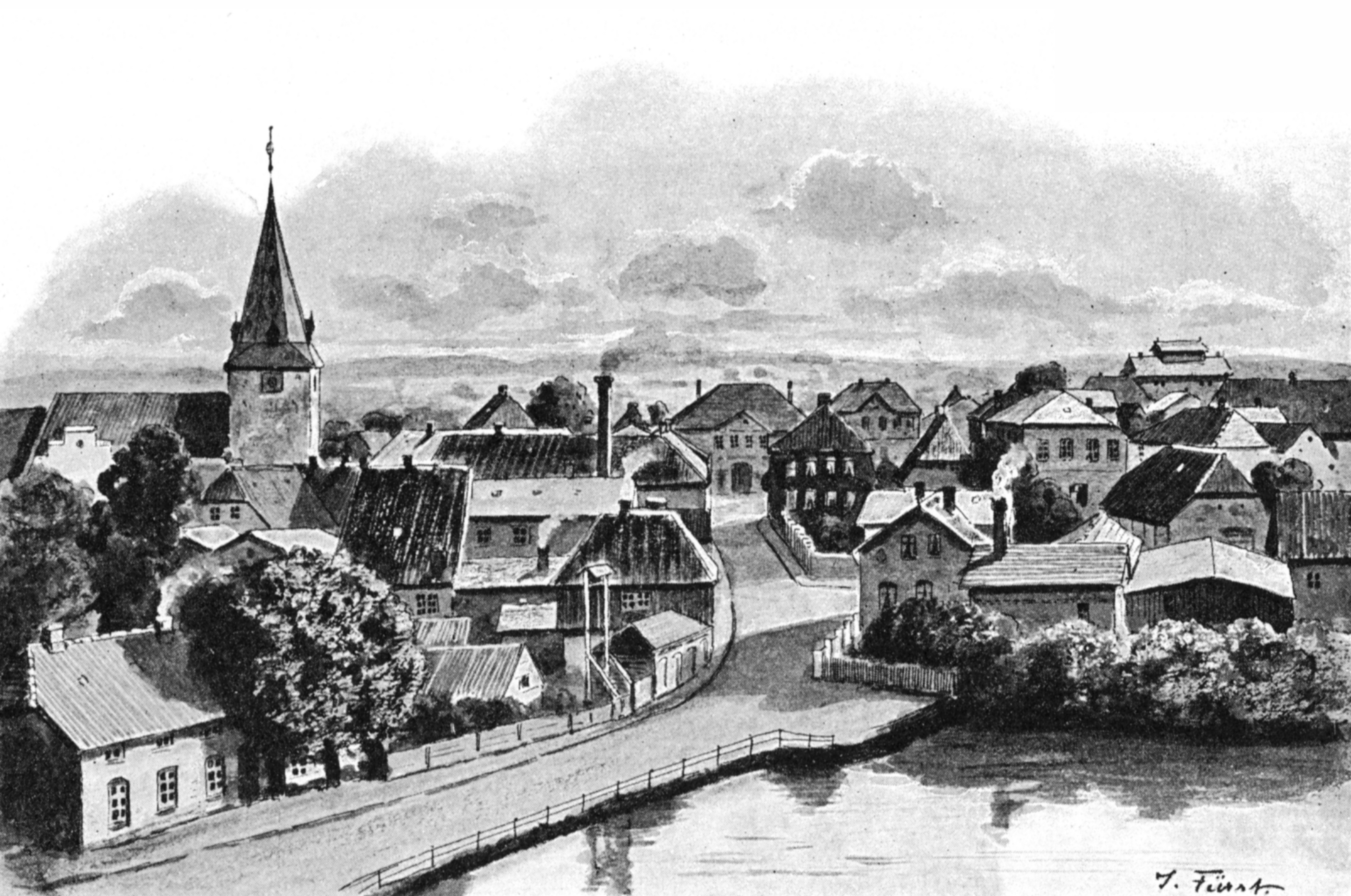
Lütjenburg vers 1895

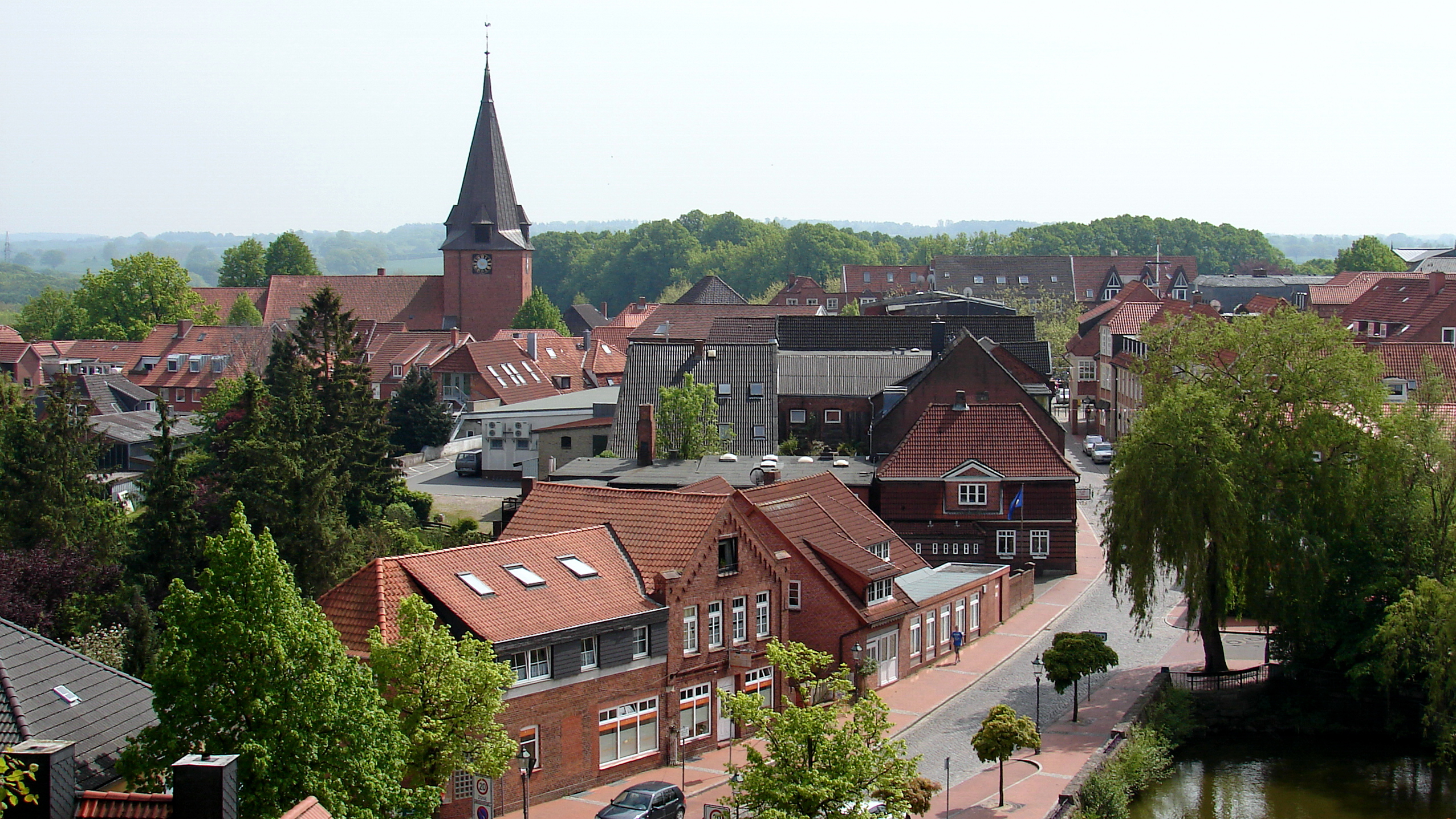
Lütjenburg 2012

L'histoire de Lütjenburg commence avec une colonie fortifiée des Wagriens, appelée Liutcha par Saxo Grammaticus et Lutilinburg par Helmold von Bosau. Elle était probablement située sur le grand lac intérieur Großer Binnensee (remparts Alte Burg von Stöfs) et/ou sur le Sehlendorfer Binnensee, lac intérieur de Sehlendorf (remparts Hochborre/Hochborm près de Sechendorf et Futterkamp). Les lacs intérieurs pouvaient servir de ports : les Wagriens les utilisaient pour des raids au Danemark. Cela a conduit à une attaque (infructueuse) de la flotte danoise sur Liutcha en 1113. Il y a également eu des incursions répétées des Wagriens et des Slaves dans les territoires du Holstein-Saxon à l'ouest du limes Saxoniae. Les campagnes d'Henri de Badewide et de l'Overbode du Holstein Marcrad Ier ont finalement vaincu les Wagriens vers 1138/39 et les ont placés sous domination allemande.
Dans le cadre des efforts de colonisation et de mission d'Adolphe II de Holstein, la première église de Lütjenburg a été construite vers 1156, non pas dans l'ancien village wagrien, mais un peu à l'intérieur des terres, à l'intersection de deux voies de circulation. En 1163, l'évêque Gerold d'Oldenburg/Lübeck avait déjà constaté la présence d'un petit établissement de colons allemands près de l'église. Le village s'est développé en tant que lieu de repos et de marché et s'est probablement vu accorder des droits de cité (avant 1238) par Adolphe IV de Holstein, conformément au droit de Lübeck. La construction du bâtiment actuel de l'église a été entamée à cette occasion. Il s'agit de la plus ancienne église en briques de la région de la Baltique ; à l'origine, elle s'appelait probablement Saint Blaise, depuis la réforme protestante, elle est dédiée à Saint Michel.
L'économie de la ville était basée sur l'agriculture, l'artisanat et le commerce, mais l'absence de port et la concurrence des villes voisines telles que Kiel (fondée vers 1240), Neustadt in Holstein (fondée vers 1244) et Heiligenhafen (fondée vers 1250) ont considérablement entravé le développement du commerce. Pour cette raison, il a été envisagé à plusieurs reprises de déplacer la ville vers la mer Baltique, mais cela ne s'est finalement pas produit. La situation économique de Lütjenburg est finalement si tendue qu'Adolphe IX de Holstein-Plön accorde à la ville une exonération fiscale de cinq ans en 1373, ce qui est très inhabituel.

### Époque moderne
Vers 1497, la couronne danoise, à laquelle le duché de Schleswig et le duché de Holstein étaient soumis depuis 1460, donne Lütjenburg comme propriété héréditaire à Hans Rantzau (1477-1522), le seigneur du manoir de Neuhaus (près de Giekau). Les relations entre la ville de droit luxembourgeois et ses nouveaux seigneurs nobles sont souvent tendues : lors de la guerre du comte, une guerre de Lübeck contre le Danemark (et donc aussi contre les Rantzau qui font office de gouverneurs et de commandants d'armée danois) en 1534-1536, Lütjenburg prend le parti de Lübeck. En guise de punition, la ville est condamnée à la servitude pour le manoir de Neuhaus dans un traité de 1545. Les conflits persistants entre Lütjenburg et Neuhaus sont dès lors principalement réglés par voie juridique, la ville échouant dans sa tentative de défendre sa souveraineté judiciaire.
En outre, la ville se plaint de la dégradation de son agriculture par les activités de chasse de la noblesse vivant dans les domaines environnants (Neuhaus, Neudorf, Helmstorf, (Water-)Neversdorf, Panker, Hohenfelde, Kletkamp, Klamp), tandis que la noblesse accuse à son tour les Lütjenbourgeois de voler du bois. D'autre part, les marchands de Lütjenburg dépendaient du consentement des propriétaires fonciers pour pouvoir s'engager dans le commerce maritime via le Hohwacht.
Pendant la guerre de Trente Ans, une armée impériale a occupé la ville en 1627 et l'a pillée. En 1643, Lütjenburg a payé au général suédois Torstensson 1000 Reichstaler en tant que Brandschatzung (de) (impôt en espèces ou en nature perçu par un officier du régiment des lansquenets dans un pays hostile sous la menace d' incendie et de pillage). En outre, des incendies ont dévasté la ville en 1633 et 1645.
En 1639-1642, Lütjenburg est cédé par les Rantzau au comte impérial Christian von Pentz, gouverneur de Glückstadt, en échange de Großenbrode et du domaine de Klausdorf. Le nouveau propriétaire vend la ville et le domaine de Neudorf au roi danois Christian IV en 1642. En raison de l'agitation de la guerre qui se poursuit après 1648, la ville est finalement si lourdement endettée que Christian V la déclare en faillite en 1696.
Pendant la guerre nordique, le général suédois Stenbock envahit le Holstein en 1713 ; Lütjenburg doit à nouveau payer un Brandschatzung de 2000 Reichstalers. Par la suite, elle est globalement restée en paix jusqu'aux guerres de Coalitions et, progressivement, une modeste reprise s'est installée. Un recensement effectué en 1769 a révélé la présence de 1006 habitants. De 1813 à 1815, le Holstein a été occupé par une armée suédo-prussienne-russe, ce qui a également entraîné de nombreux cantonnements pour Lütjenburg.
En 1826, un incendie majeur parti du moulin à vent a détruit environ un tiers de la ville, y compris le clocher de l'église. Toutefois, le maître-autel sculpté de 1467 a été épargné. Le moulin à vent est rapidement reconstruit car il permet de réduire la dépendance à l'égard du moulin à eau du domaine de Helmstorf, mais il brûle à nouveau en 1929.
La première guerre de Schleswig (1848-1851) coûte la vie à cinq habitants de Lütjenburg et le maire Ludwig Wyneken perd son poste, duquel les autorités danoises l'ont démis en raison de doutes sur sa loyauté. Cependant, il est réintégré à la fin de la domination danoise en 1864. En 1867, le Schleswig-Holstein devient une province prussienne.

## Jumelages
- Bain-de-Bretagne (France) depuis 1984
- Sternberg (Allemagne) depuis 1990
- Rakvere (Estonie) depuis 1999
- Oulianovo (oblast de Kaliningrad) (Russie) depuis 2004

## Personnalités nées à Lütjenburg
- Peter Wagner (1956-), sociologue
- Rocko Schamoni (1966-), artiste